# Marco Manske
Marco Manske (* 29. Juni 1983 in Essen) ist ein ehemaliger deutscher Fußballspieler, der seine Karriere im Jahr 2013 beendete. Er spielte vornehmlich auf der linken Außenbahn im offensiven Mittelfeld.

## Karriere
Der gebürtige Essener spielte in der Jugend von der U-8 bis zur U-16 beim Rot-Weiss Essen und wechselte dann für 3 Jahre zum Stadtrivalen ETB Schwarz-Weiß. Im Jahr 2001 wechselte er als Jugendnationalspieler (U17) vom ETB Schwarz-Weiß wieder zum Stadtrivalen Rot-Weiss Essen. Bei „RWE“ war er ebenfalls noch in der Jugendmannschaft aktiv, wurde aber bereits zur Saison 2001/02 in den Kader der ersten Mannschaft, Regionalliga Nord, berufen. Zu seinem ersten Regionalliga-Einsatz kam er als 19-Jähriger am 29. September 2002. Es folgten zwei weitere Spiele.
2003 wechselte er zum MSV Duisburg, wo er in der U-21 Mannschaft spielte. Mit seinem Team stieg er 2004 in die Oberliga Nordrhein auf und stand in der Folgesaison auch im Kader der Profimannschaft. Ähnlich verlief auch die anschließende Zeit beim Karlsruher SC, wo er ebenfalls als Stammspieler in der U-23 Mannschaft (Regionalliga Süd) nach einem Jahr in den Profikader (zweite Liga) berufen wurde und in der Aufstiegssaison 2006/07 im Kader stand.
Nach Saisonende verließ er den KSC und schloss sich Anfang 2008 dem Süd-Regionalligisten SV Wacker Burghausen an. Mit den Burghausenern erreichte er die Qualifikation zur neu geschaffenen 3. Liga. Er  verließ den Klub bereits nach einem halben Jahr wieder und unterschrieb einen Vertrag beim SV Sandhausen, einem Ligakonkurrenten in der 3. Liga. Mit den Kurpfälzern, die erstmals im Profifußball mitwirkten, schloss er auf dem achten Platz ab. In diesem Jahr hatte er die erste schwere Verletzung und musste aufgrund eines Mittelfußbruches für mehr als sechs Monate aussetzen.
Nach diesem Jahr zog es ihn wieder in seine Heimatstadt Essen. Es folgten Stationen bei der SG Wattenscheid 09, Rot-Weiss Essen, 1. FC Wülfrath, VfB Speldorf und Schwarz-Weiß Essen in der NRW-Liga, bzw. Oberliga Niederrhein.
Im Jahr 2013 gründete er ein Immobilienmaklerunternehmen und beendete seine Karriere als Fußballer.